# 田島光二
田島 光二（たじま こうじ、1990年 - ）は、日本のコンセプトアーティスト。東京都出身。

## 概要
東京都立千歳丘高等学校出身。2011年に日本電子専門学校コンピューターグラフィックス科を卒業し、フリーランスのCGモデラーとしてキャリアをスタートした。2012年4月にダブル・ネガティブのシンガポール支社に所属し、2015年カナダ支社へ移籍。2018年9月、インダストリアル・ライト&マジックに移籍した。

## 作品

### 映画
- レ・ミゼラブル（2012年）コンセプトアート
- キャプテンハーロック -SPACE PIRATE CAPTAIN HARLOCK-（2013年）コンセプトアート
- ハンガー・ゲーム2（2013年）コンセプトアート
- GODZILLA ゴジラ（2014年）コンセプトアート
- 寄生獣（2014年）キャラクターデザイン
  - 寄生獣 完結編（2015年）キャラクターデザイン
- トランセンデンス（2014年）コンセプトアート
- エクス・マキナ（2015年）コンセプトアート
- 進撃の巨人 ATTACK ON TITAN（2015年）キャラクターデザイン
  - 進撃の巨人 ATTACK ON TITAN エンド オブ ザ ワールド（2015年）キャラクターデザイン
- ブリッジ・オブ・スパイ（2015年）コンセプトアート
- スター・トレック BEYOND（2016年）コンセプトアート
- ミス・ペレグリンと奇妙なこどもたち（2016年）コンセプトアート
- ファンタスティック・ビーストと魔法使いの旅（2016年）コンセプトアート
- アサシン クリード（2016年）コンセプトアート
- ワンダーウーマン（2017年）コンセプトアート
- ザ・マミー/呪われた砂漠の王女（2017年）コンセプトアート
- ブレードランナー2049（2017年）コンセプトアート
- パシフィック・リム: アップライジング（2018年）コンセプトアート
- いぬやしき（2018年）コンセプトデザイン
- デッドプール2（2018年）コンセプトアート
- アントマン&ワスプ（2018年）コンセプトアート
- MEG ザ・モンスター（2018年）コンセプトアート
- ちいさな英雄-カニとタマゴと透明人間-（2018年）コンセプトアート
- ヴェノム（2018年）コンセプトアート
- キングダム（2019年）コンセプチュアルデザイン（山の民）
- ゴジラ キング・オブ・モンスターズ（2019年）コンセプトアート

### 書籍
- 『田島光二作品集 & ZBrushテクニック』（グラフィック社、2014年）
- 『田島光二アートワークス ZBrush&Photoshopテクニック』（玄光社、2016年）
- 『生きているのはなぜだろう。』（ほぼ日、2019年）絵

### ゲーム
- 『バビロンズフォール』（2021年）
- 『デュエル・マスターズ』暴走龍 5000GT（2021年）

### アニメ
- 『TRIGUN STAMPEDE』（2023年）